# Os Internautas
O Grêmio Recreativo Beneficente Os Internautas  é uma escola de samba da cidade de Pinhais, mas que participa do Carnaval de Curitiba. A agremiação começou a desfilar em 2003, como bloco carnavalesco, posteriormente se transformando em escola de samba.
Foi campeã do grupo de acesso em 2006, porém não foi promovida, vencendo novamente o mesmo grupo em 2007.
Em 2008, desfilou pelo Grupo de acesso do Carnaval da cidade. A escola já foi bicampeã consecutiva deste grupo, mas por não ter o número de componentes e alegorias mínimos para desfilar no Grupo Especial, preferiu não ascender. 
Em 2009, trouxe a alegria do palhaço como tema de seu Carnaval.
Em 2010, desfilou novamente pelo Grupo de acesso, competindo com outras três escolas, inclusive a tradicional Mocidade Azul, que retonava aos desfiles. Nesse ano, foi vice-campeã. Voltou a vencer novamente no ano seguinte, com o enredo "uma dádiva da natureza".

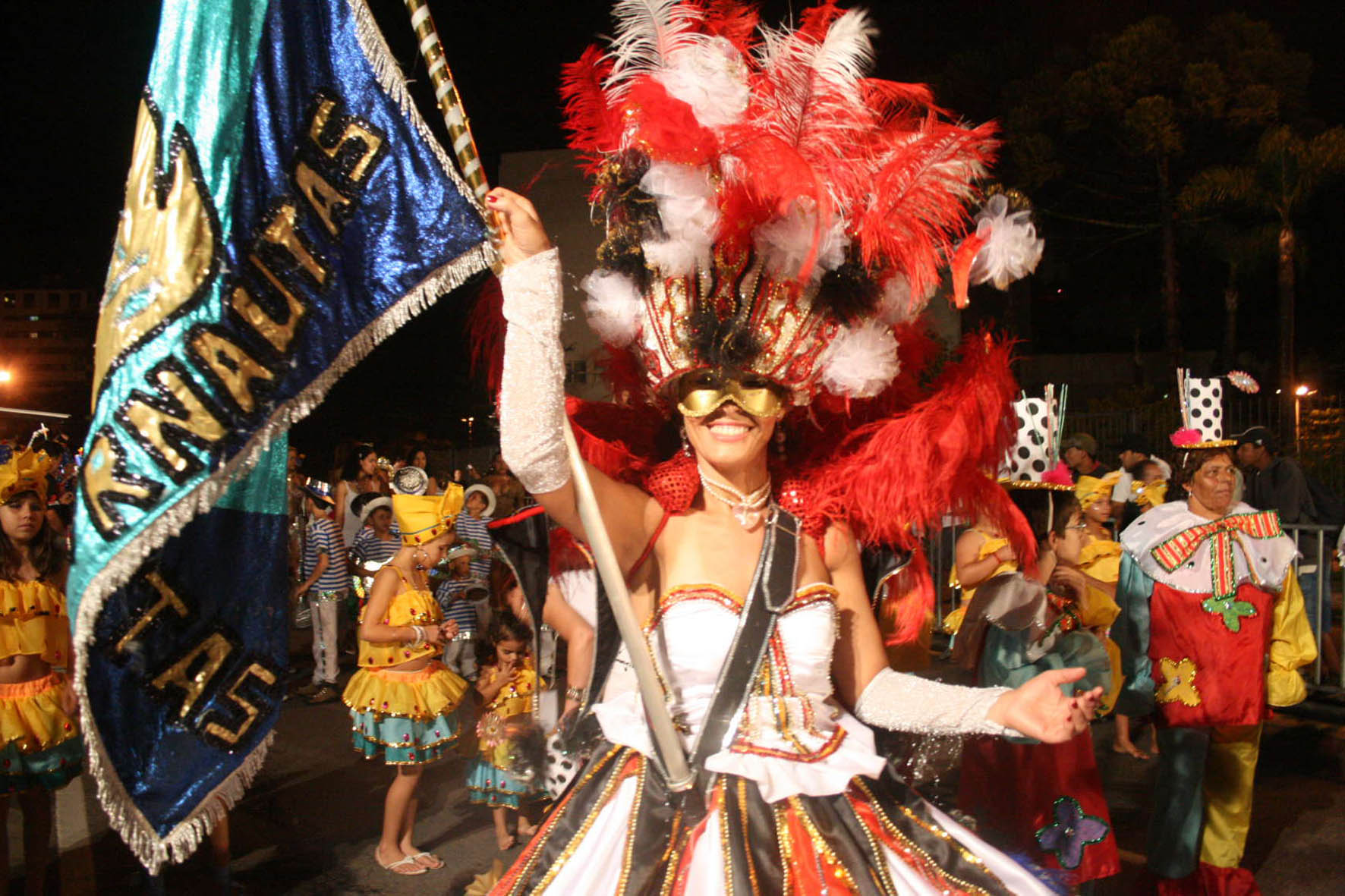
Porta-bandeira da escola de samba Os Internautas, em 2009.

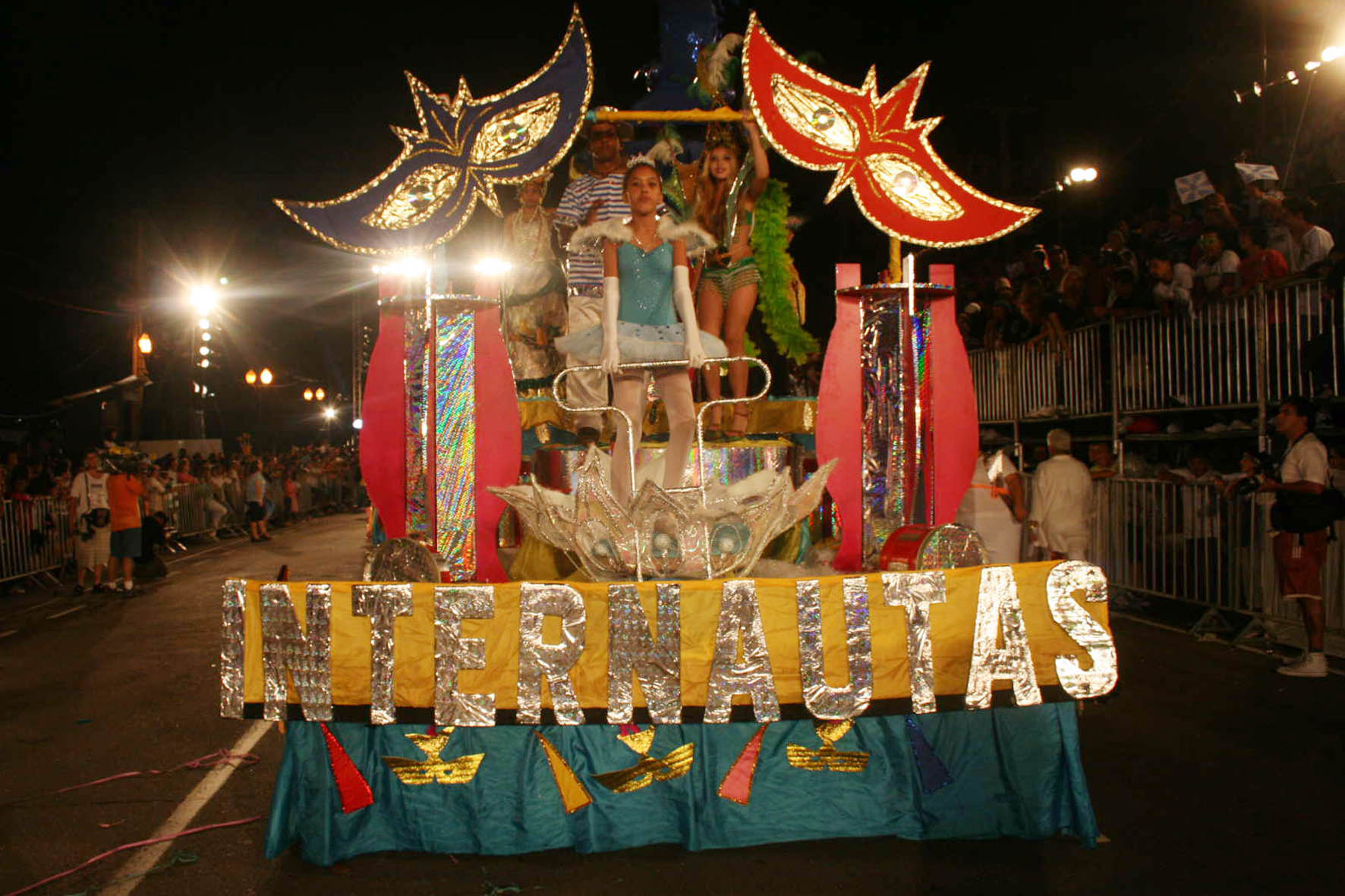
Carro alegórico de 2009.

## Carnavais
| Ano  | Colocação   | Grupo | Enredo                                  | Carnavalesco | Ref.  |
| ---- | ----------- | ----- | --------------------------------------- | ------------ | ----- |
| 2006 | Campeã      | B     | Sítio do Picapau Amarelo                |              | [ 3 ] |
| 2007 | Campeã      | B     | A África. A arte e a cultura da África  |              | [ 3 ] |
| 2008 | Vice-campeã | B     | Fauna e Flora... Exuberância Brasileira |              | [ 3 ] |
| 2009 | Vice-campeã | B     | A alegria do palhaço                    |              |       |
| 2010 | Vice-campeã | B     |                                         |              |       |
| 2011 | Campeã      | B     | Uma dádiva da natureza                  |              | [ 5 ] |
| 2012 | 4º lugar    | A     | Brincadeiras de Infância                |              | [ 6 ] |
| 2013 |             | A     | O mundo mágico de Pinhais               |              | [ 7 ] |
| 2014 | Vice-campeã | B     |                                         |              | [ 8 ] |

- Commons